# Roman Pampuch
Roman Pampuch (ur. 4 marca 1927 w Bydgoszczy, zm. 13 lutego 2017 w Krakowie) – polski profesor nauk technicznych Akademii Górniczo-Hutniczej w Krakowie. Członek rzeczywisty PAN, doktor honoris causa AGH.

## Życiorys
Wykształcenie średnie uzyskał w ramach tajnego nauczania w czasie okupacji niemieckiej, a maturę zdał w Częstochowie w 1945 roku. Dyplom mgr inż. chemii zdobył na Wydziale Ceramicznym Politechniki Śląskiej trzy lata później. Stopień naukowy doktora nauk chemicznych uzyskał na Politechnice Wrocławskiej w 1954 roku; habilitację z zakresu nauk technicznych w Akademii Górniczo Hutniczej w 1963 roku; stanowisko profesora nadzwyczajnego nauk technicznych w 1969; natomiast profesora zwyczajnego nauk technicznych w roku 1976.

### Przebieg pracy zawodowej
W Głównym Instytucie Górnictwa był organizatorem i kierownikiem pracowni fizykochemicznej Zakładu Chemicznej Przeróbki Węgla w Zabrzu w latach 1948–1955. Następnie w latach 1955-1961 w Instytucie Materiałów Ogniotrwałych w Gliwicach kierował Zakładem Fizykochemicznym, w latach 1962–1967 na AGH był kierownikiem pracowni Fizykochemii Krzemianów Katedry Chemii Krzemianów, kierownikiem Katedry Nauki o Materiałach od 1967 i twórcą Katedry Ceramiki Specjalnej, prodziekanem Wydziału Inżynierii Materiałowej i Ceramiki w latach 1964–1968, dziekanem w latach 1969–1971, a także dyrektorem Instytutu Ceramiki Specjalnej i Ogniotrwałej w latach 1969–1973 oraz dyrektorem naukowym Instytutu Inżynierii Materiałowej. Od 1969 roku należał do PZPR.
Od 1983 był członkiem korespondentem PAN, a od 1993 członek rzeczywistym tej organizacji. W roku 1993 uzyskał status członka czynnego Polskiej Akademii Umiejętności. W latach 1996–1997 pełnił obowiązki prezydenta Międzynarodowej Akademii Ceramiki. Był członkiem honorowym Polskiego Towarzystwa Ceramicznego i Polskiego Towarzystwa Materiałoznawczego oraz członkiem Prezydium Polskiego Stowarzyszenia Biomateriałów.
Pampuch jest autorem 221 artykułów w recenzowanych czasopismach, 7 monografii i podręczników, współautorem 26 patentów. Wypromował 33 doktorów, a 8 jego wychowanków uzyskało tytuł profesora.
W roku 1999 nadano mu tytuł doktora honoris causa AGH.
Zmarł w Krakowie, pochowany 21 lutego 2017 na cmentarzu Podgórskim (kwatera XXIX-6-10)

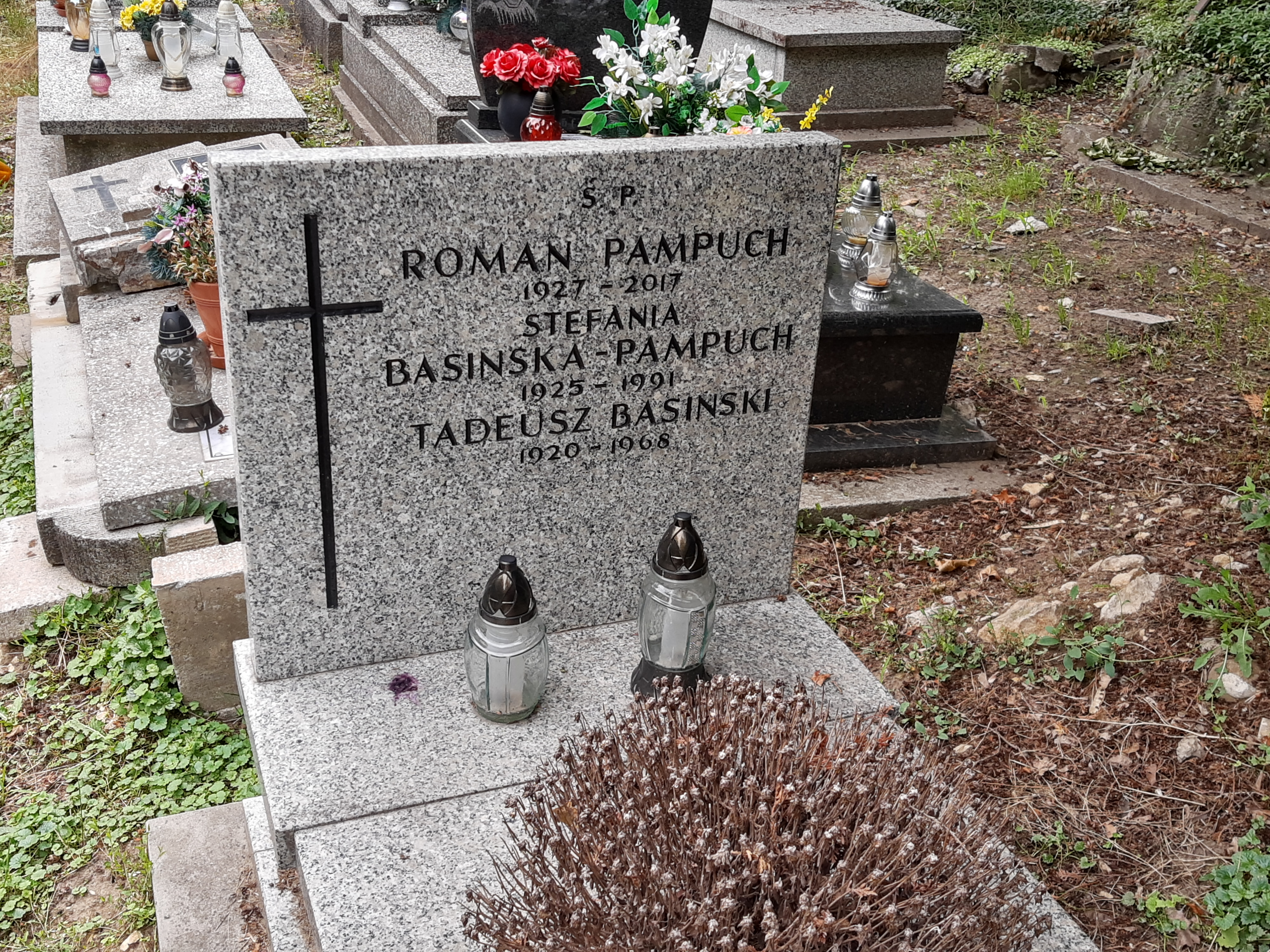
Grób prof. Romana Pampucha na cmentarzu Podgórskim

## Badania
Roman Pampuch prowadził badania w następujących zakresach:
- fizykochemia węgla i procesów karbonizacji związków organicznych, mechanizm częściowego uwodornienia węgla, podstawy technologii otrzymywania włókien węglowych dla techniki i medycyny;
- krystalochemia krzemianów i przemian fazowych w krzemianach, szczególnie procesów rozkładu termicznego, określenie natury amorficznych faz przejściowych w procesach rozkładu glinokrzemianów oraz mechanizmu topotaktycznych reakcji rozkładu wodorotlenków;
- zjawiska spiekania nieorganicznych ciał stałych, sformułowanie mechanizmu przegrupowania ziarn, określenie roli wewnętrznych naprężeń w toku spiekania w zjawiskach zagęszczania i rozrostu ziarn;
- mechanizm samorozwijających się reakcji wysokotemperaturowych (spalanie w fazie stałej, SHS), ich zastosowanie do syntezy związków wysokotemperaturowych, sprecyzowanie specyficznego mechanizmu „wędrującej strefy reakcyjnej” w SHS, nowe kierunki kształtowania unikalnej mikrostruktury materiałów ceramicznych drogą wykorzystania SHS.

## Ordery i odznaczenia
- Krzyż Oficerski Orderu Odrodzenia Polski
- Krzyż Kawalerski Orderu Odrodzenia Polski
- Złoty Krzyż Zasługi
- Odznaka tytułu honorowego „Zasłużony Nauczyciel PRL”[4]
- Złota Odznaka „Za Pracę Społeczną dla miasta Krakowa” (1969)[8]

Źródło:.

## Nagrody
- Nagroda Prezesa Rady Ministrów za całokształt osiągnięć naukowych (1996)
- Nagroda Europejskiego Towarzystwa Ceramicznego im. Leo Stuijtsa (1997)
- Nagroda Ministerstwa Edukacji Narodowej (I, II, III stopnia)
- Nagroda Rektora AGH za osiągnięcia naukowe i dydaktyczne
- Nagroda Ministerstwa Zdrowia
- Nagroda Miasta Krakowa w dziedzinie nauki i techniki (2006)
- Nagroda im. prof. Antoniego Hoborskiego - „Diamentowa Kula” w zakresie nauk chemicznych (2015)

Źródło:.